# 亚历山大·亚历山德罗维奇·韦杰尔尼科夫
亚历山大·亚历山德罗维奇·韦杰尔尼科夫（俄语：Александр Александрович Ведерников，1964年1月11日—2020年10月29日），俄罗斯古典音乐指挥家。

## 生平
1964年生于莫斯科。1988年毕业于莫斯科音樂學院。之后在弗拉基米尔·费多谢耶夫领导的柴可夫斯基交响乐团担任助理指挥。2001年至2004年担任俄罗斯爱乐乐团首席指挥。2001年6月至2009年7月担任莫斯科大剧院首席指挥兼音乐总监。2009年后担任丹麦欧登塞交响乐团首席指挥。2019年，被任命为圣彼得堡米哈伊羅夫斯基劇場首席指挥兼音乐总监。
著名指挥曲目有柴可夫斯基的歌剧《叶甫盖尼·奥涅金》、芭蕾舞剧《睡美人》、《斯拉夫进行曲》、《莫斯科河上的黎明》等曲目。
2020年10月29日，因感染COVID-19死亡。